# Malvín Norte

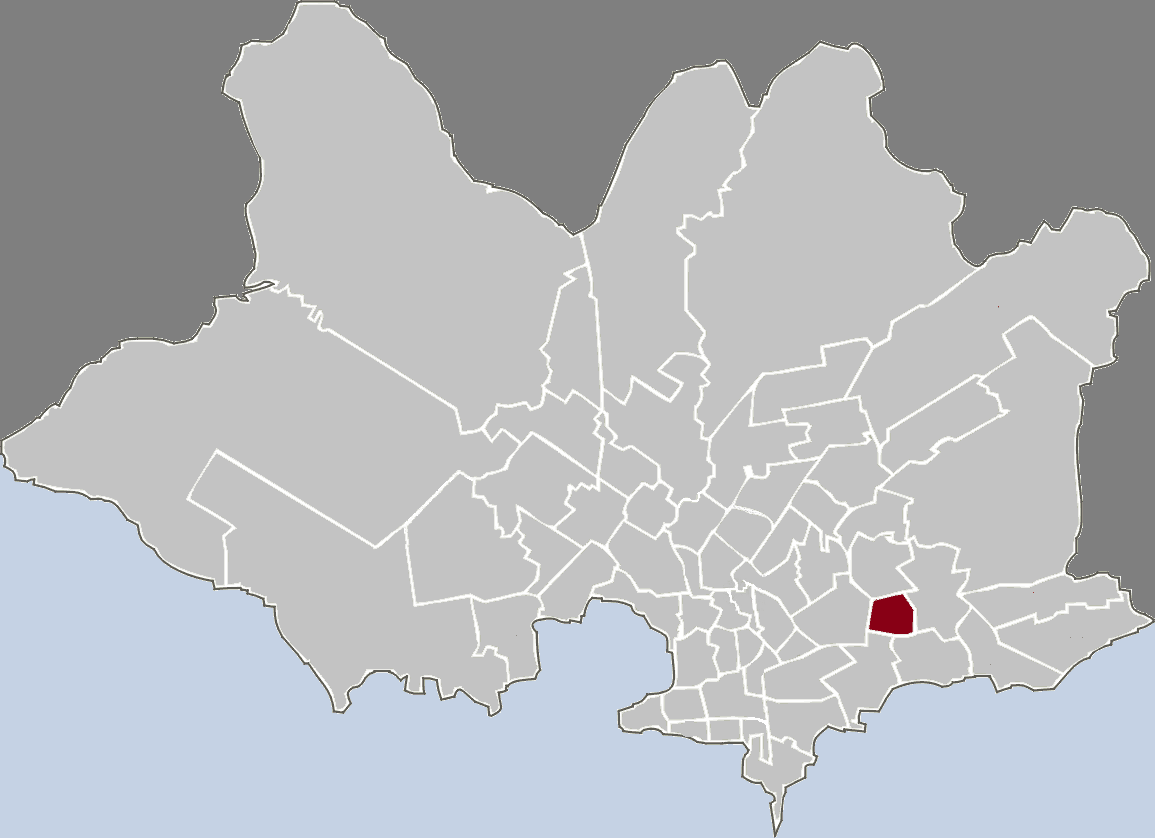
Lage von Malvín Norte in Montevideo

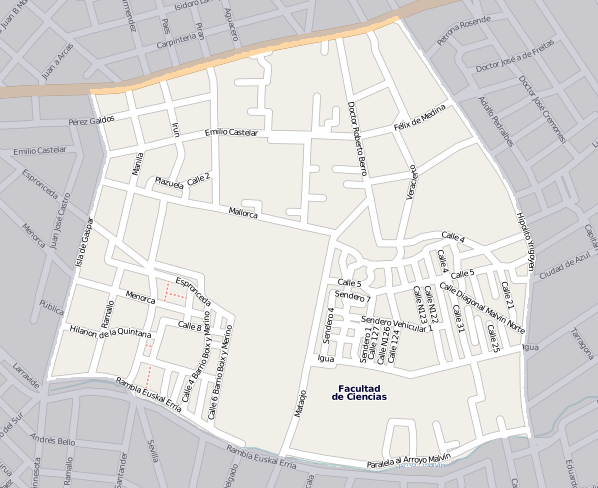
Plan von Malvín Norte

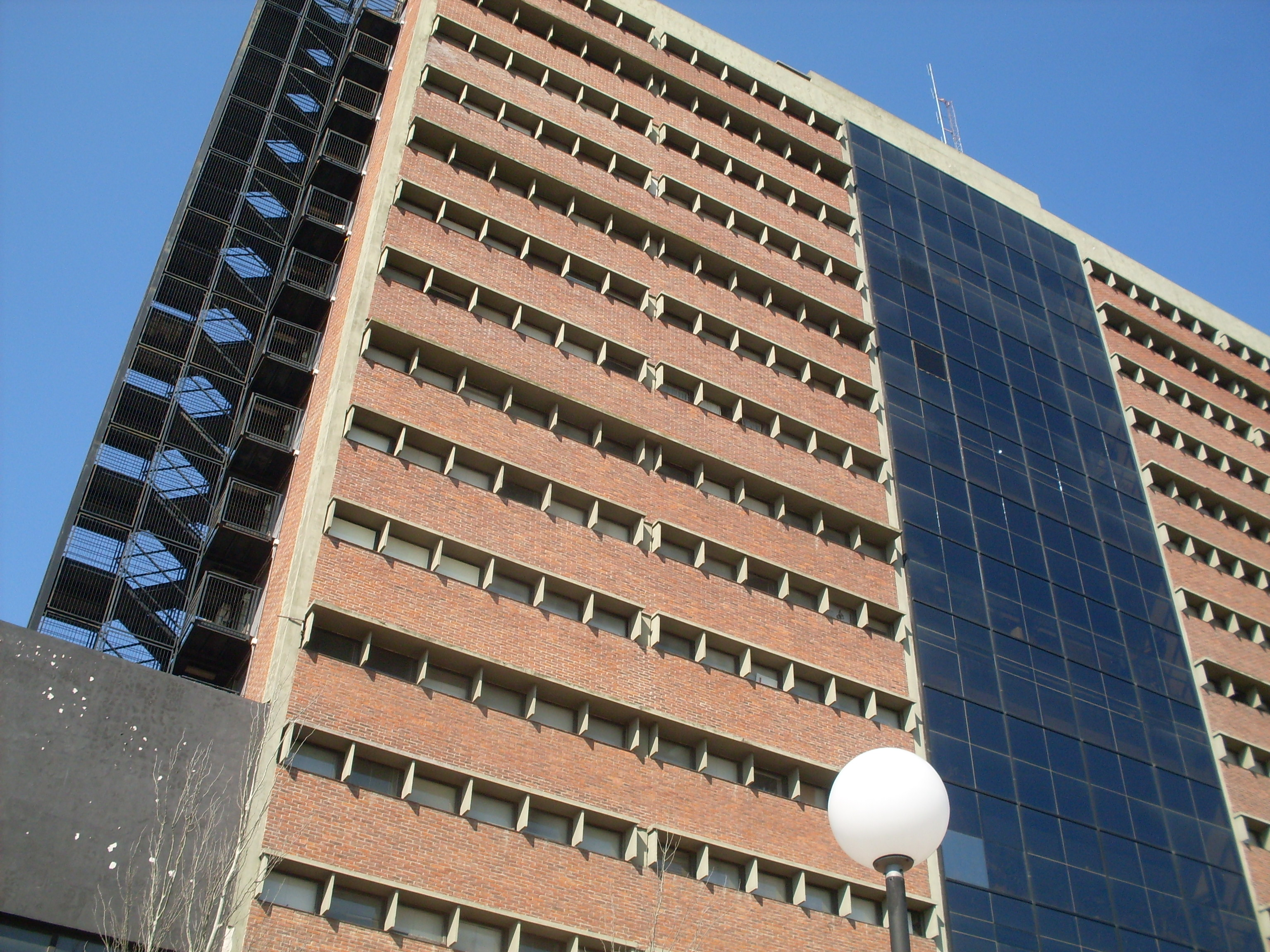
Gebäude der naturwissenschaftlichen Fakultät

Malvín Norte ist ein Stadtviertel (barrio) der uruguayischen Hauptstadt Montevideo.

## Lage
Es befindet sich nordöstlich des Stadtkerns im Südosten des Departamentos Montevideo. Malvín Norte grenzt dabei im Süden an die an der Küste des Río de la Plata gelegenen Viertel Buceo und Malvín. Westlich liegt der Stadtteil Unión. Im Norden schließt Maroñas - Parque Guaraní an, während im Osten Las Canteras das Stadtgebiet fortführt. Das Gebiet von Malvín Norte ist dem Municipio E zugeordnet.

## Beschreibung
Malvín Norte, das mit dem Euskal Erría die größte Wohnanlage Uruguays beherbergt, gehört zu den Problemvierteln Montevideos. Hier leben die Angehörigen der Unterschicht teilweise in den sogenannten Cantegriles. Im Januar 2012 kam es infolge einer Serie von Gewaltverbrechen in Malvín Norte unter anderem zu einem Protestmarsch der Bewohner des Viertels, mit dem diese mehr Sicherheit für ihr Viertel reklamierten.

## Infrastruktur
In Malvín Norte ist seit 1987 die naturwissenschaftliche Fakultät der Universidad de la República angesiedelt. Sie befindet sich in einem extra dafür er- und ausgerichteten Gebäude mit zahlreichen Laboratorien und adäquater Ausrüstung. Seit Dezember 2006 hat auch das Instituto Pasteur de Montevideo, eine Zweigstelle des Pariser Institut Pasteur, dort in einem Neubau seinen Sitz. Auch die Schule Nº42 liegt im Stadtteil.
Ferner sind der Club Atlético Basáñez und der Club Atlético Alto Perú hier beheimatet.